# Martin Kristensen
Martin Kristensen (11 de noviembre de 1984) es un deportista danés que compitió en remo.
Ganó una medalla de bronce en el Campeonato Mundial de Remo de 2011 y una medalla de plata en el Campeonato Europeo de Remo de 2010, en la prueba de ocho con timonel ligero.

## Palmarés internacional
| Campeonato Mundial | Campeonato Mundial          | Campeonato Mundial | Campeonato Mundial      |
| Año                | Lugar                       | Medalla            | Prueba                  |
| ------------------ | --------------------------- | ------------------ | ----------------------- |
| 2011               | Bled (Eslovenia)            | Medalla de bronce  | Ocho con timonel ligero |
| Campeonato Europeo |                             |                    |                         |
| Año                | Lugar                       | Medalla            | Prueba                  |
| 2010               | Montemor-o-Velho (Portugal) | Medalla de plata   | Ocho con timonel ligero |